# Klasifikace zlomenin

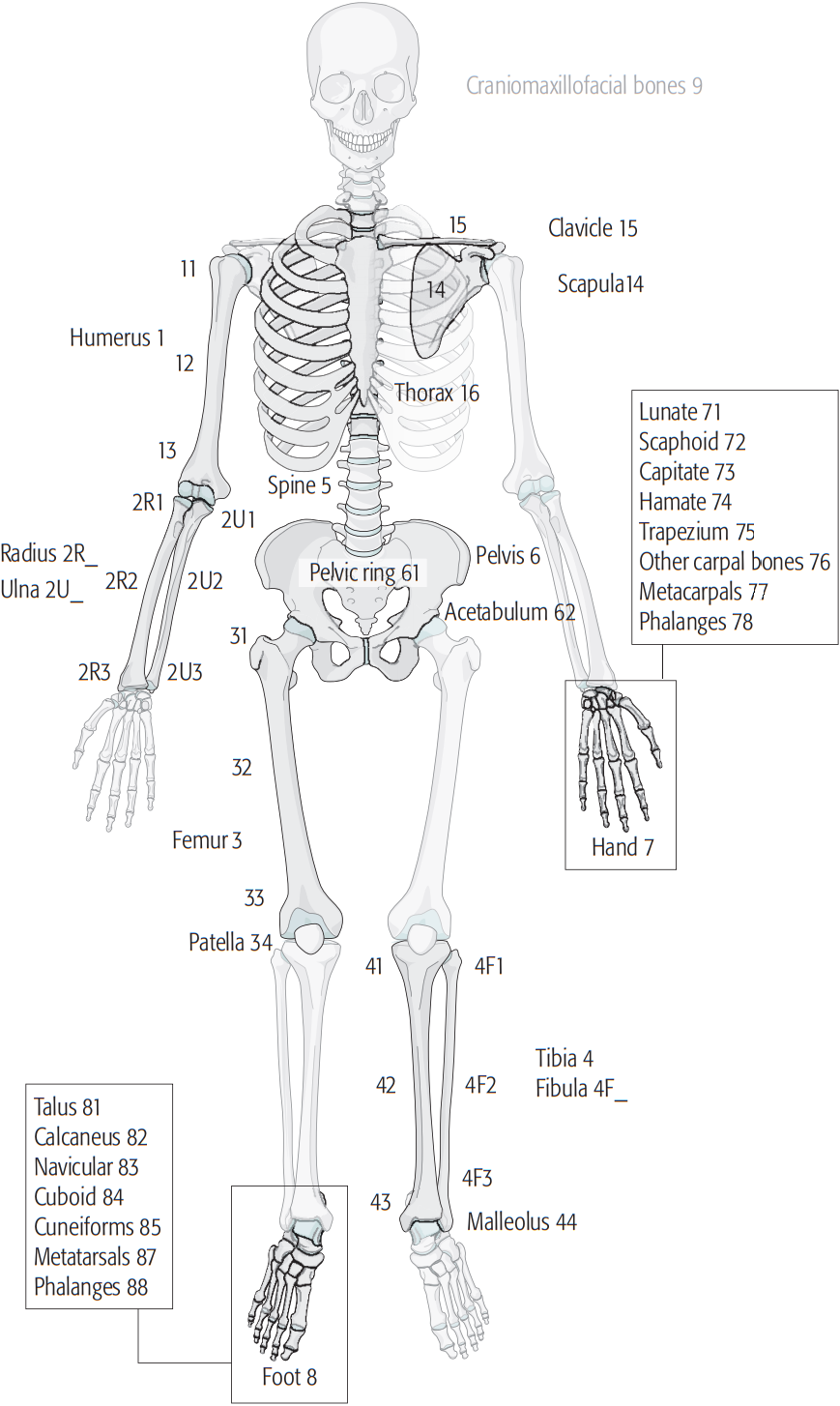
K vysvětlení základního značení polohy zlomenin dle [https://www2.aofoundation.org/AOFileServerSurgery/MyPortalFiles?FilePath=/Surgery/en/_docs/AOOTA%20Classification%20Compendium%202018.pdf AO

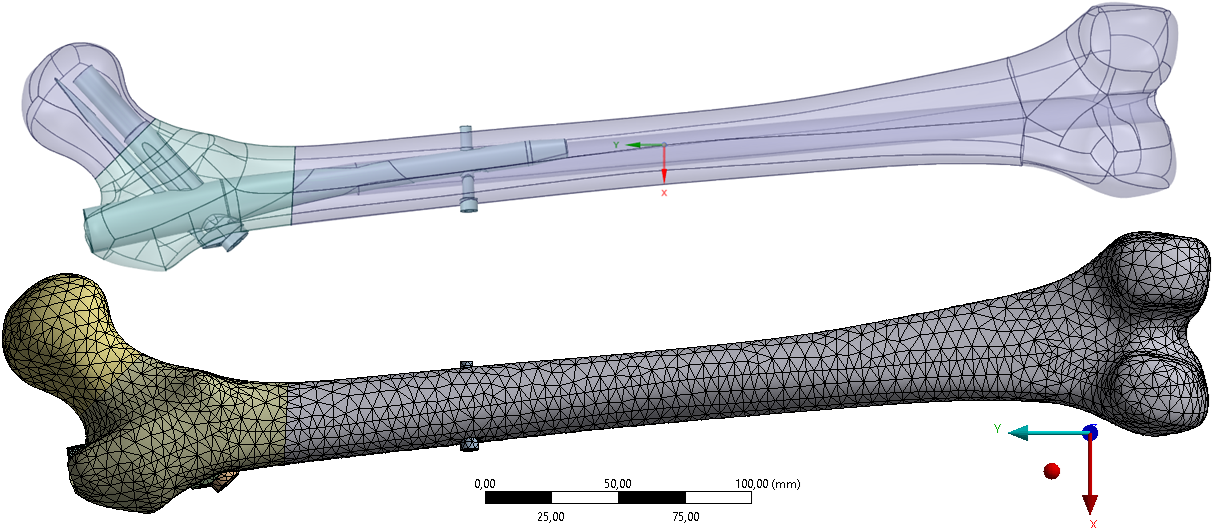
Lidský femur se zlomeninami AO 31B3 (fractura mediocervicalis femoris) a AO 31A3 (fractura subtrochanterica femoris) a s vloženým intramedulárním hřebem Tantum (a) CAD model, (b) zjednodušená síť konečných prvků pro výpočet pomocí metody konečných prvků.

Existuje několik způsobů lékařské klasifikace zlomenin (fraktur) a to především dle typu zlomené kosti a podle typu objektu vyšetřování (člověk, zvíře). Klasifikace zlomenin patří pod vědní obory nosologie, ortopedie a traumatologie.

## Klasifikace zlomenin lidského těla

### Klasifikace dle AO (Arbeitsgemeinschaft für Osteosynthesefragen, tj.Pracovního spolku pro otázky osteosyntézy)
Klasifikace dle AO je mezinárodním standardem. Nicméně, klasifikace dle AO není vhodná pro proximální část humeru (nadbytečně složitá) a femuru (klasifikace nepostačuje). Existují "drobné" rozdíly v klasifikaci dětí a dospělých.
- První znak je číslo (1 až 9) a označuje zlomenou kost

| První znak | Kost se zlomeninou               |
| ---------- | -------------------------------- |
| 1          | humerus                          |
| 2          | předloketní kosti (ulna, radius) |
| 3          | femur                            |
| 4          | bérec (tibia, fibula)            |
| 5          | páteř                            |
| 6          | pánev                            |
| 7          | ruka                             |
| 8          | noha                             |
| 9          | hlava, klíček, lopatka, patela   |

- Druhý znak je buď číslo (1 až 3) označující segment kosti u dlouhých kostí a nebo písmeno (R, U)

| Druhý znak | Segment dlouhé kosti      |
| ---------- | ------------------------- |
| 1          | proximální epimetafýza    |
| 2          | diafýza                   |
| 3          | distální epimetafýza      |
| 4          | zlomeniny kotníků u bérce |
|            |                           |
| Druhý znak | Pouze pro některé kosti   |
| R          | radius                    |
| U          | ulna                      |
| F          | fibula                    |

- Třetí znak je písmeno (A až C, t) dle povahy konkrétní kosti.
- Čtvrtý znak jsou čísla (1 až 3) značící specifickou skupinu dle povahy konkrétní kosti.
- Pátý znak jsou čísla (1 až 3) značící specifickou podskupinu dle povahy konkrétní kosti.

Bližší informace o AO klasifikaci pro dospělé, děti a periprotetické zlomeniny lze nalézt v [nedostupný zdroj]

### Klasifikace dle Tscherneho
Je starší a také hojně používaná a zohledňuje také míru poškození měkkých tkání.

## Klasifikace zlomenin zvířat
Obdobným způsobem jako u člověka, lze také klasifikovat zlomeniny zvířat.